# Жегловка (остановочный пункт)
Жегловка — остановочный пункт на железнодорожной линии Смоленск — Сухиничи. Предназначен для остановки пригородных поездов. В 2 км к югу от станции расположена деревня Холматы, а в 3 км севернее — деревня Стайки.

## Пригородные поезда[2]
| № поезда  | Маршрут           | № поезда  | Маршрут           |
| --------- | ----------------- | --------- | ----------------- |
| 6372/6374 | Фаянсовая — Ельня | 6376/6378 | Ельня — Фаянсовая |